# Maia Chiburdanidze
Maia Chiburdanidze (tiếng Gruzia: მაია ჩიბურდანიძე; sinh ngày 17 tháng 1 năm 1961) là một kỳ thủ cờ vua người Gruzia. Bà là nhà vô địch cờ vua nữ thế giới thứ bảy, một danh hiệu mà bà nắm giữ từ năm 1978 đến năm 1991 và là nhà vô địch trẻ nhất cho đến năm 2010, khi kỷ lục này bị Hou Yifan phá vỡ. Chiburdanidze đã giành được chín giải vô địch Thế vận hội Cờ vua nữ.